# Grauwe vlekplaat
De grauwe vlekplaat (Panaeolus fimicola) is een saprofyte schimmel behorend tot de familie Galeropsidaceae. De vruchtlichamen groeien vaak op voedselrijke, basenrijke en humusrijke grond. Het gedijt op weiden en gazons die zijn bemest met uitwerpselen. Zelden rechtstreeks op oude mest of mesthopen. Vruchtvorming duurt van mei tot oktober, vruchtlichamen ontwikkelen zich in groepen.

## Kenmerken

### Uiterlijke kenmerken
Hoed
De hoed heeft een diameter van 1,5 tot 4 cm. De vorm is bij jonge vruchtlichamen gewelfd en later wordt deze klokvormig. De kleur is donker roodbruin of zwartbruin van kleur, lichter aan de bovenkant. Het is zeer hygrofaan, bedekt met een droge, gladde of gerimpelde hoedhuid. De hoedrand is donker, iets transparant en nat gegroefd.
Lamellen
De lamellen zijn grijs en zwart gemarmerd. De snede is bleek. De lamellen zijn niet uniform gekleurd, gevlekt door niet-gelijktijdige rijping van de sporen. Er zijn relatief kleine cystidia die lichtbrekende sulfiden bevatten op het oppervlak van de lamelsnede.
Steel
De steel is 4 tot 8 cm lang (tweemaal de lengte van de hoed). De steel heeft de kleur van de hoed, maar is iets lichtere geteint, beigebruin of roodbruin, vaak kort en gebogen of helemaal mat.
Smaak
De schimmel is oneetbaar, of wordt zelfs verdacht giftig te zijn. In sommige exemplaren zijn kleine hoeveelheden psilocybine gevonden.
Sporenprint
De sporenprint is zwart.

### Microscopische kenmerken
De basidia zijn clavaat en 4-sporig. De sporen zijn citroenvormig, fijnwrattig en meten 10,8-14,2 × 6,9-9,5 μm. Het oppervlak is heel fijn ruw wat alleen goed te zien is met een goede microscoop en immersieolie. De sporen hebben een eccentrisch geplaatste kiempore. Cheilocystidia zijn meestal spoelvormig en meten 25-35 (40) × 6-12 μm. De pleurocystidia zijn afwezig of alleen aanwezig dicht bij de lamelsnede en dan vergelijkbaar met cheilocystidia.

## Verspreiding
De grauwe vlekplaat komt vooral voor op het noordelijk halfrond. Zijn posities zijn het talrijkst in Europa, maar hij wordt ook gevonden in Noord-Amerika en enkele Aziatische landen. Het is wijdverbreid in Europa en komt ook voor in IJsland. Op het zuidelijk halfrond komt het alleen voor in Australië.
In Nederland komt grauwe vlekplaat algemeen voor. Hij staat niet op de rode lijst en is niet bedreigd.

## Eetbaarheid
De paddenstoel is oneetbaar en wordt zelfs verdacht giftig te zijn. In sommige exemplaren werden kleine hoeveelheden psilocybine aangetroffen.

## Naam
Panaeolus, de naam van deze paddenstoel, betekent veelkleurig en verwijst naar de gevlekte of veelkleurige patronen op de lamellen. De specifieke soortnaam fimicola is afgeleid van het Latijnse woord "fimum", wat mest betekent, en het werkwoord "colo", wat bewonen betekent - wat aangeeft dat deze paddenstoelen gedijen op mest. Ze worden vaak aangetroffen in graslanden die verrijkt zijn met mest, maar ze kunnen ook groeien op gazons die niet zijn bemest.